# Teoria della prosa
Teoria della prosa (in russo О теории прозы?, O teorii prozy) è una antologia di saggi di letteratura del 1925 dello scrittore e critico letterario russo Viktor Šklovskij.
L'antologia, considerata il «testo basilare del formalismo», raccoglie saggi dello stesso Šklovskij, il maggior teorico del formalismo russo, scritti essenzialmente dal 1917 al 1921. La prima edizione in lingua italiana, effettuata sull'edizione russa del 1929, apparve solo nel 1966. Nel 1983 Šklovskij curò una nuova edizione in lingua russa della sua antologia, notevolmente differente dalle due precedenti.

## Storia editoriale
Viktor Šklovskij fu, in giovane età, fra i protagonisti del vivace dibattito culturale che si svolgeva nell'Impero russo negli anni che precedettero la prima guerra mondiale e la Rivoluzione d'ottobre: frequentò circoli culturali cubofuturisti, allacciò contatti col Circolo linguistico di Mosca e fu uno dei fondatori dell'Opojaz. Il suo opuscolo Resurrezione della parola del 1914 può essere considerato «l'atto di nascita della scuola formalistica russa». Gli anni della guerra civile russa furono molto difficili per la Russia e frenetici per Šklovskij il quale spesso si trovò «dalla parte sbagliata». Eppure in questo periodo l'attività intellettuale di Šklovskij fu intensa: scrisse una grande quantità di recensioni e saggi critici, pubblicò articoli, opere di narrativa e libri "formalisti". I temi principali delle sue riflessioni teoriche sull'opera d'arte come "somma di procedimenti", sulle differenze fra il linguaggio quotidiano e il linguaggio letterario, soprattutto il linguaggio della poesia, le motivazioni di tecniche compositive quali il tempo della narrazione, lo straniamento, la differenza fra Fabula e Intreccio, il denudamento del metodo, i procedimenti ritardativi, furono esposti da Šklovskij su riviste o in piccole edizioni autonome essenzialmente dal 1917 al 1921, soprattutto nelle Raccolte di teoria del linguaggio poetico, che erano le prime edizioni della Opojaz, «sempre con quello stile funambolico e avanguardistico, che l’epoca richiedeva». Una decina di saggi vennero pubblicati nel 1925 nel volume Teoria della prosa. Quattro anni dopo sarà pubblicata una nuova edizione, pressoché invariata rispetto alla precedente.
A metà degli anni venti, tuttavia, il clima politico in Unione Sovietica iniziò a cambiare: i critici formalisti furono costretti a rinnegare i loro metodi, gli scrittori ad abbandonare i temi autobiografici per i grandi eventi della storia sovietica o mondiale. La letteratura, vista da Šklovskij fino ad allora come «arte della parola», mostrava di essere incompatibile con la critica marxista. Nel gennaio del 1930 Šklovskij farà un'autocritica, dichiarando nell'articolo Monumento a un errore scientifico (in russo Памятник научной ошибке?, Pamâtnik naučnoj ošibke) pubblicato sulla Literaturnaja gazeta di gennaio 1930 che, per quanto lo riguarda, «il formalismo è una cosa del passato». La traduzione in lingua italiana di Teoria della prosa, effettuata da Marija Olsuf'eva, fu pubblicata circa quarant'anni dopo la prima edizione in lingua russa. L'opera suscitò grande interesse e divenne «un libro necessario». Nel 1976 apparve una nuova traduzione, effettuata per Einaudi da Cesare G. de Michelis e Renzo Oliva, arricchita da una prefazione dello stesso Viktor Šklovskij scritta all'inizio del 1967. I titoli in lingua italiana dei dieci saggi contenuti in quest'ultima edizione sono: «L'arte come procedimento», «Il legame tra i procedimenti di composizione dell'intreccio e i procedimenti generali dello stile», «La struttura della novella e del romanzo», «Com'è fatto il Don Chisciotte», «La novella dei misteri», «Il romanzo dei misteri», «Il romanzo parodistico», «La prosa ornamentale», «La letteratura estranea all'intreccio» e «Lo schizzo e l’aneddoto».
Nel 1983 Šklovskij curò una nuova edizione in lingua russa di Teoria della prosa, un volume di 384 pagine, non ancora tradotta in italiano. In questa terza edizione sono mantenuti pressoché inalterati solo i primi due saggi presenti nelle edizioni degli anni venti; sono stati aggiunti saggi riguardanti la storia dell'Opojaz, lo strutturalismo, i romanzi cinesi, i fallimenti (per es., Dušečka, le carte geografiche di Cristoforo Colombo), Le Memorie di un cacciatore di Turgenev, Sterne, Dickens, Raddoppi e parallelismi, il cinema, antiche scoperte e invenzioni, il problema del tempo, I polmoni, l'alta voce, La leggenda del grande inquisitore, "Come Davide sconfisse Golia" (Edipo, Shakespeare, Antigone, Cordelia, Anna Karenina), un capitolo finale sul Don Chisciotte.

## Contenuto

### L'arte come procedimento

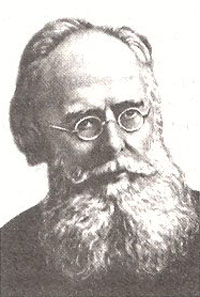
Aleksandr Afanas´evič Potebnja

Il primo saggio, "L'arte come procedimento" (in russo Искусство, как прием?, Iskusstvo, kak priem) apparve nella seconda Raccolta di teoria del linguaggio poetico della Opojaz nel 1917; a sua volta il saggio è apparso anche nell'antologia sui formalisti russi curata da Tzvetan Todorov. Nel saggio, giudicato da Erlich "il manifesto del formalismo russo", Šklovskij si riallaccia alla definizione di arte (in russo: Iskusstvo) di Potebnja («L'arte è pensiero che si attua per mezzo di immagini»). Sebbene esistano dei tipi di arte "non immaginali" che si rivolgono direttamente alla sfera delle emozioni (per esempio la musica), la definizione di Potebnja si adatta alla poesia. Le immagini si trasmettono senza mutamenti. Il lavoro delle scuole poetiche si riduce all'accumulazione e alla chiarificazione di nuovi procedimenti per disporre ed elaborare i materiali verbali, più alla disposizione delle immagini che alla loro creazione. Il valore poetico di un oggetto è il risultato della maniera in cui lo percepiamo. Esistono due tipi di immagine: l'immagine prosaica, come mezzo pratico di pensiero, strumento per riunire in gruppi gli oggetti, e l'immagine poetica, strumento per rafforzare l'impressione. L'immagine poetica è uno dei mezzi del linguaggio poetico; invece l'immagine prosaica è un mezzo di astrazione. Inoltre, in poesia valgono dei principi economici, di risparmio delle energie creative. Le leggi generali della percezione suggeriscono che, diventando abituali, gli oggetti sono percepiti automaticamente, senza neppure apparire alla coscienza. Nel linguaggio poetico occorre introdurre artifici volti a disturbare l'automatismo della percezione; rendendo più difficile la percezione, se ne aumenta proporzionalmente durata e intensità. È quel che fa, per esempio, Tolstòj quando, col procedimento dello straniamento, consistente nell'estrarre le cose percepite dal loro contesto abituale, descrive un oggetto come se lo vedesse per la prima volta. Il vero protagonista della "artisticità" va individuato nel "procedimento", ossia nella serie di artifici in cui si organizza l'oscurità del linguaggio artistico. Nel linguaggio poetico l'artisticità consiste nella collocazione intenzionale delle parole e delle costruzioni semantiche per una percezione estratta dall'automatismo. Il linguaggio poetico è un «linguaggio-costruzione», e pertanto una lingua «difficile, difficoltosa, impedita». Quello della prosa è invece linguaggio consueto: economico, regolare, facile.

### Il legame tra i procedimenti di composizione dell'intreccio e i procedimenti generali dello stile

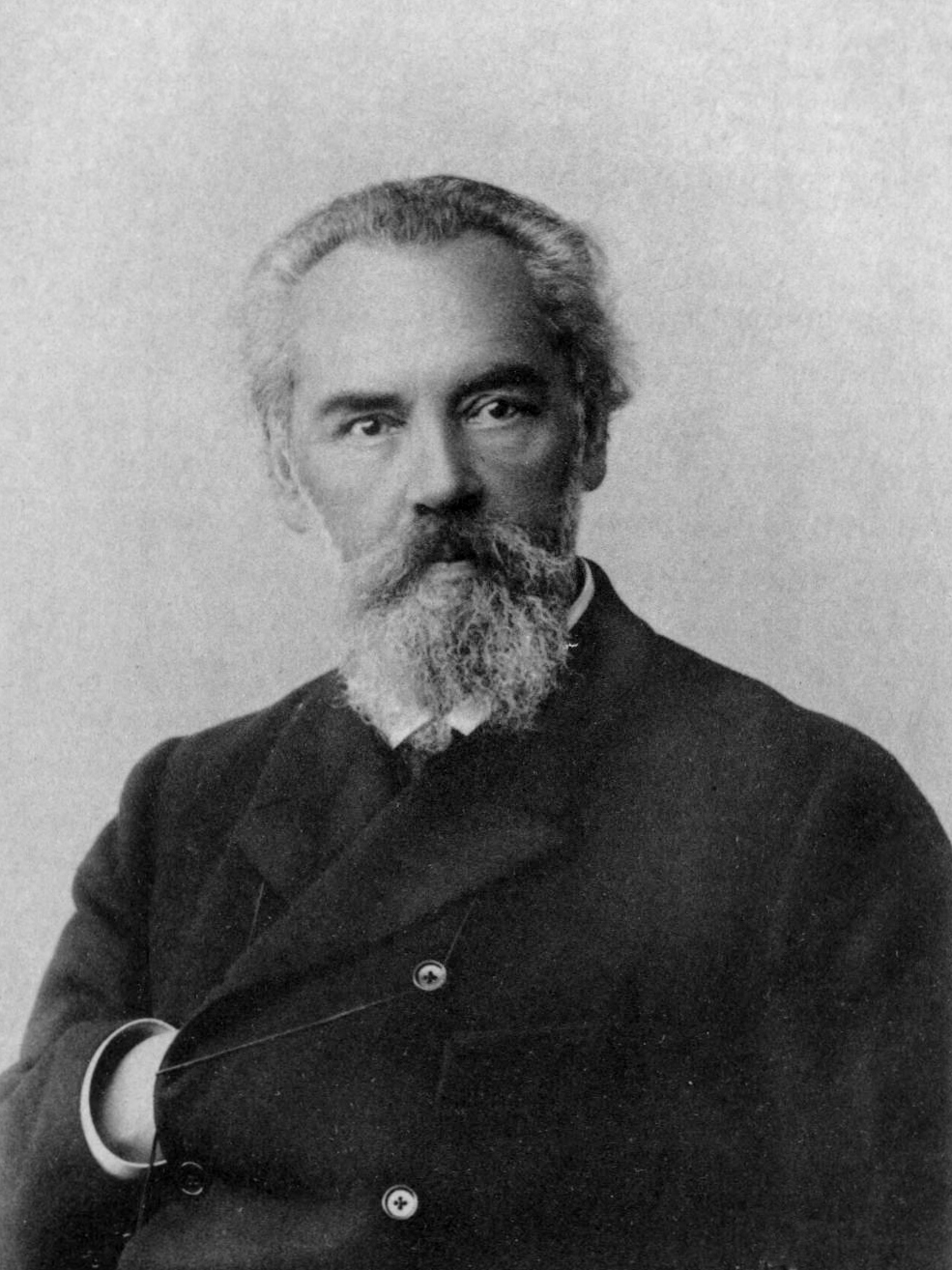
Aleksandr Nikolaevič Veselovskij

Nel saggio "Il legame tra i procedimenti di composizione dell'intreccio e i procedimenti generali dello stile" (in russo Связь приемов сюжетосложения с общими приемами стиля?, Svâz’ priemov sûžetosloženiâ s obŝimi priemami stilâ) Šklovskij passa a indagare natura e funzioni di alcuni tra i più diffusi e fondamentali procedimenti della scrittura artistica, quali il motivo (russo: Motiv), la fabula (russo: Fabula), l'intreccio (russo: Sûžet), il ritardamento (russo: Zaderžanie). In particolare, sulla scorta dell'insegnamento di Veselovskij, Šklovskij introduce la distinzione fra fabula, cioè gli eventi della narrazione nel loro ordine temporale e causale, e l'intreccio, cioè il nuovo ordine convenzionale con cui l'artista combina ed espone la fabula. Šklovskij si cimenta quindi in un tentativo di classificazione degli intrecci. Come detto sopra, il logorio delle vecchie forme letterarie — "vecchie" allorché ricadono nell'automatismo percettivo — crea le condizioni di una nuova forma letteraria pronta a sostituire la precedente. Šklovskij analizza anche i caratteri della fiaba (russo: Skazka) e del racconto (russo: Rasskaz). In generale, canone della fiaba è l'esistenza di un rituale consistente nel superamento di prove, per esempio la soluzione di un indovinello. Lo schema del superamento di prove è stato trasmesso dalla fiaba al romanzo di avventura assieme ad alcune tecniche, ad esempio il ritardamento, che ha la funzione di frenare l'azione e complicare l'intreccio. Il ritardamento è fondamentale anche nel racconto. In genere nel racconto si realizza una combinazione di composizione "ad anello" (quando ad un'azione fa seguito una contrazione) o di composizione "a gradini" (quando la storia procede per aggiunte successive).

### Struttura della novella e del romanzo

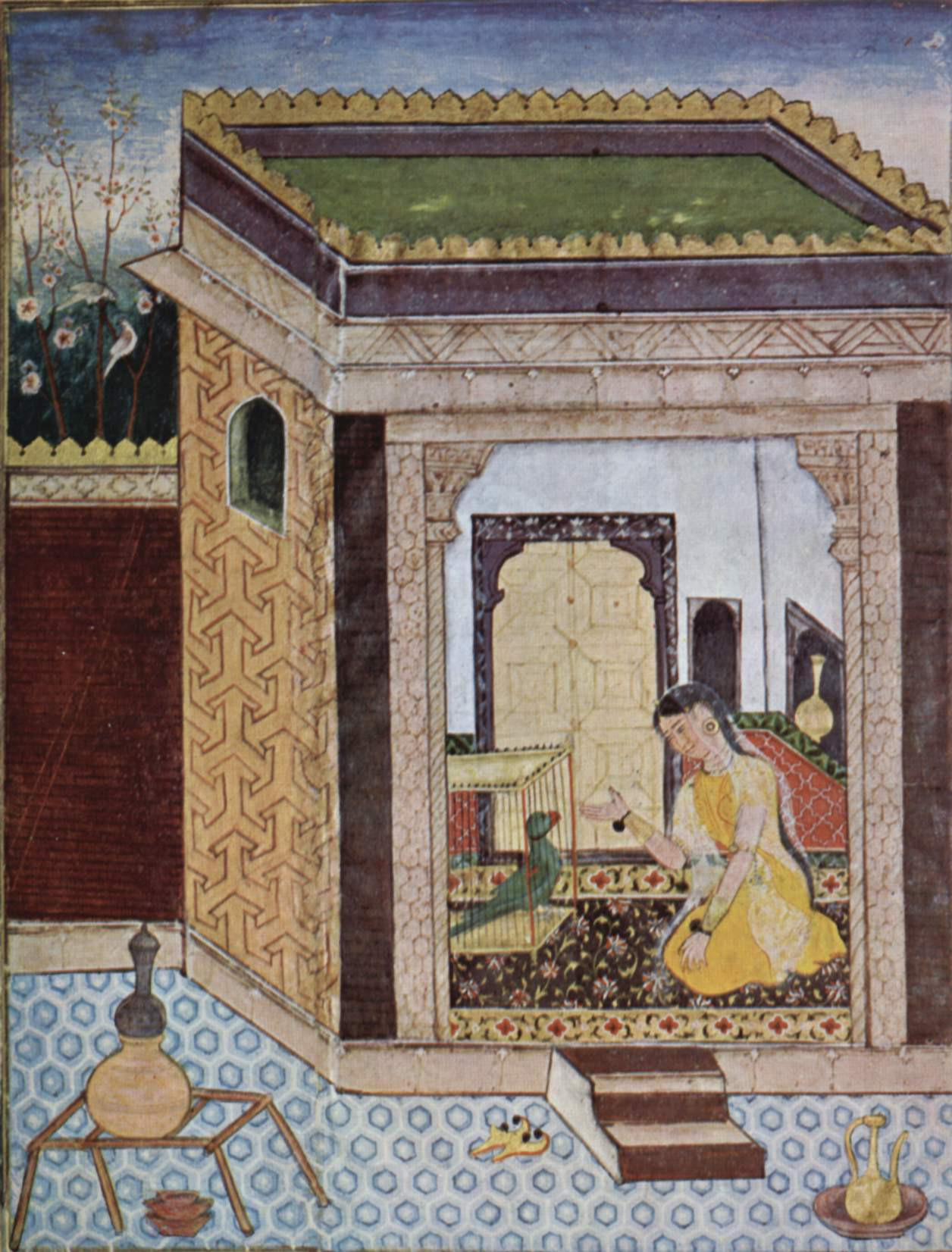
Manoscritto miniato del Tūti-nāma

Nella "Struttura della novella e del romanzo" (in russo Строение рассказа и романа?, Stroenie rasskaza i romana), Šklovskij esordisce affermando di non avere una definizione per la novella, ossia di non sapere quali proprietà debba avere il motivo né come debbano combinarsi i motivi, perché ne derivi un intreccio.  Questo saggio è apparso anche nella citata antologia sui formalisti russi curata da Todorov. Generalmente la novella rappresenta una combinazione delle costruzioni ad anello e a gradini, complicata da diversi svolgimenti. Le novelle di Anton Čechov, piuttosto banali per la loro tematica, hanno tuttavia successo perché costruite su un intreccio nitido e uno scioglimento inatteso. Un particolare procedimento per la costruzione di una novella è il procedimento "del parallelo", molto adoperato da Tolstoj (per esempio il parallelo cavallo-uomo in Cholstomér o la morte di una signora, di un contadino e di un albero in Tre morti). In tale procedimento si attua uno "spostamento semantico", vale a dire la deviazione dalla norma, ai fini della rappresentazione poetica: l'artista «toglie un concetto dalla serie semantica in cui si trovava, e lo pone, con l'aiuto di un'altra parola (del tropo) in un'altra serie semantica, cosicché noi sentiamo la novità, la collocazione dell'oggetto in un'altra serie». Il romanzo moderno è preceduto cronologicamente dalle raccolte di racconti. Tali raccolte sono caratterizzate da due procedimenti principali, denominati "a cornice" e "a infilzamento": il procedimento "a cornice" consiste nell'inserire i diversi racconti in un altro racconto, di solito quello introduttivo, che funge da cornice narrativa e ha lo scopo di «ritardare il compimento di un'azione»; nel procedimento "a infilzamento" il collegamento fra i racconti, aggiunti successivamente l'uno dopo l'altro, avviene tramite un protagonista comune e in base a un motivo il principale dei quali è «il viaggio, e in particolare il viaggio alla ricerca di un posto». Per quanto riguarda i romanzi, Šklovskij analizza le tecniche compositive (per esempio, lo straniamento o il ritardamento), sia di opere letterarie appartenenti alla letteratura di consumo, sia di capolavori quali Don Chisciotte della Mancia e Vita e opinioni di Tristram Shandy, gentiluomo.

### Com'è fatto il Don Chisciotte

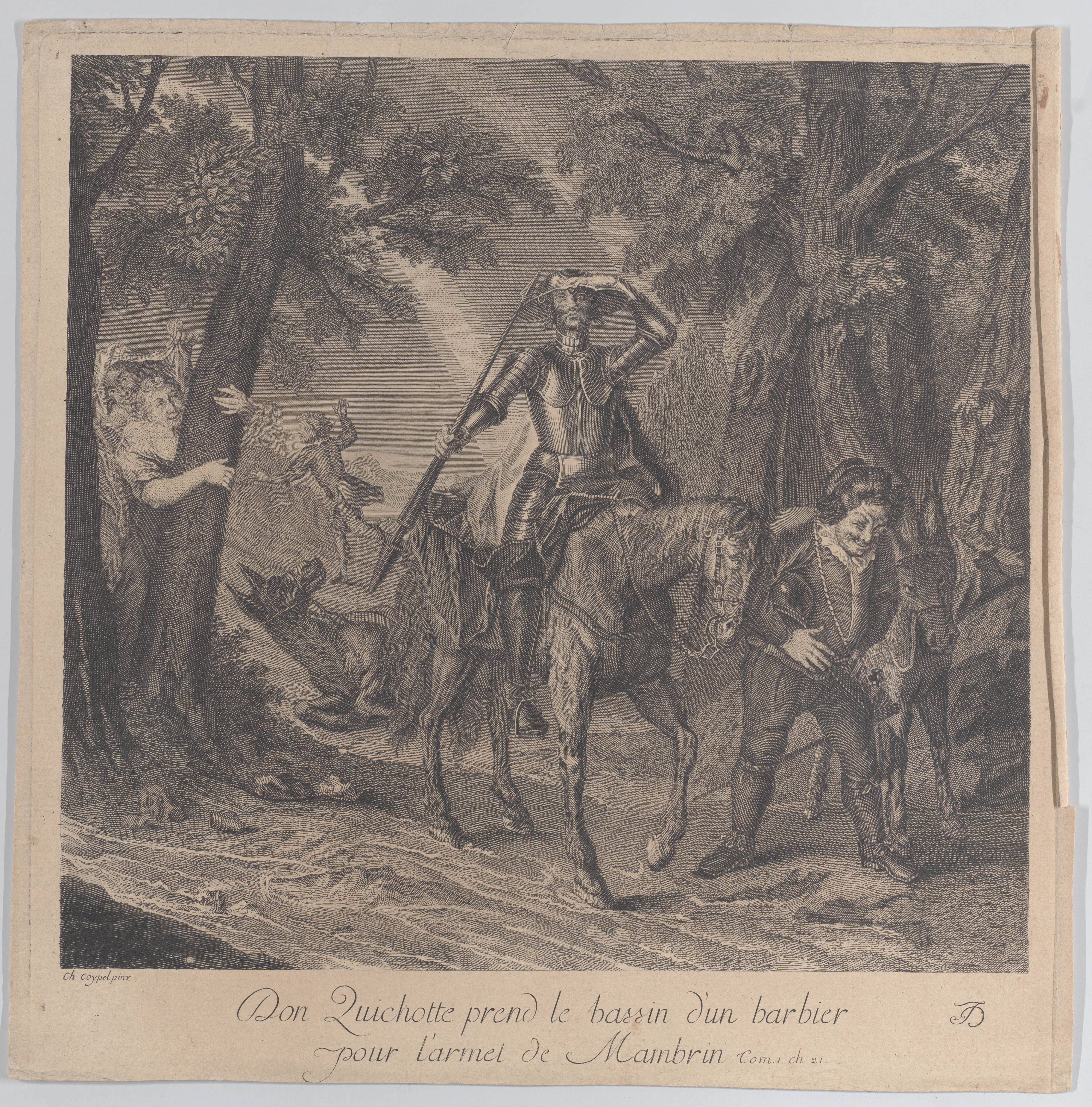
Don Chisciotte

In "Com'è fatto il Don Chisciotte" (in russo Как сделан Дон-Кихот?, Kak sdelan Don-Kihot) Šklovskij analizza la struttura dell'romanzo di Cervantes. Il procedimento del Don Chisciotte è del tipo «a infilzamento», una cucitura di una serie di novelle-episodi, talvolta solo accennati, che vengono legati tra di loro per il fatto che capitano tutti sempre in presenza dello stesso personaggio. «Qui l’eroe unifica i vari episodi, come il visitatore i quadri di una galleria». Già nel Teatro greco uno dei mezzi per svolgere l'intreccio è costituito dai discorsi dei personaggi, in quanto tali discorsi sono in primo luogo una motivazione per l'introduzione di nuovo materiale narrativo. Anche negli schemi dei romanzi moderni, il legame tra gli episodi dello stesso tipo viene talvolta ottenuto con la ripetizione di parole determinate, alla maniera del Leitmotiv wagneriano. E nella prima parte del Don Chisciotte sono presenti numerosi discorsi in forma di digressione, di argomento vario (sulla cavalleria, sull'arte, sulla scienza, ecc.). Cervantes concepì il personaggio Don Chisciotte come «non intelligente», «scervellato»; successivamente, però, il personaggio principale è servito a Cervantes come filo unificatore di discorsi arguti: il personaggio ritorna in tutti gli episodi e mostra una contrapposizione tra saggezza e pazzia. «Cervantes nel corso del romanzo s'è reso conto che attribuendo a Don Chisciotte una sua intelligenza, ha costruito in lui una equivocità; e allora s'è servito, o ha cominciato a servirsi, di questa equivocità per i suoi scopi artistici».  Nel corso del romanzo, il personaggio Don Chisciotte si fa via via più saggio, e qualcosa del genere capita anche a Sancio Panza, inizialmente espressione della saggezza popolaresca tradizionale, il quale, a detta del personaggio Don Chisciotte, diventa progressivamente «meno sciocco e più intelligente». «Il fatto è che Sancio serve per poterci infilzare su la saggezza da folclore, mentre Don Chisciotte si veste d’una saggezza libresco-mondana». Nella prima parte del Don Chisciotte sono inserite novelle, talora molto lunghe, le quali, pur essendo compiute e autonome in sé, hanno sempre un legame col testo per cui, per esempio, possono essere interrotte (per un intervento di un personaggio, o con un canto o un avvenimento quali una lite o una zuffa). Alcune volte, per esempio nell'episodio dell'osteria, tutti i personaggi si raccontano l'un l'altro più novelle commentandole dal punto vista letterario, facendo trasparire cioè dei meccanismi metaletterari, per cui il romanzo compie la critica letteraria di se stesso. Nella seconda parte del Don Chisciotte, strutturata prevalentemente in piccoli episodi, "a mosaico", lo scudiero acquista una maggiore evidenza rispetto allo stesso protagonista, il quale a sua volta è spesso ingannato, mistificato. Inoltre nella seconda parte il personaggio Don Chisciotte parla come se lo avesse letto la prima parte del romanzo Don Chisciotte e contemporaneamente polemizza con la falsità della seconda parte: è come se il personaggio Don Chisciotte uscisse fuori da un immaginario schermo di separazione fra la finzione libresca della fabula e il lettore, ed assumesse consistenza di verità, salvo poi ridiventare nuovamente semplice personaggio.

### La novella dei misteri

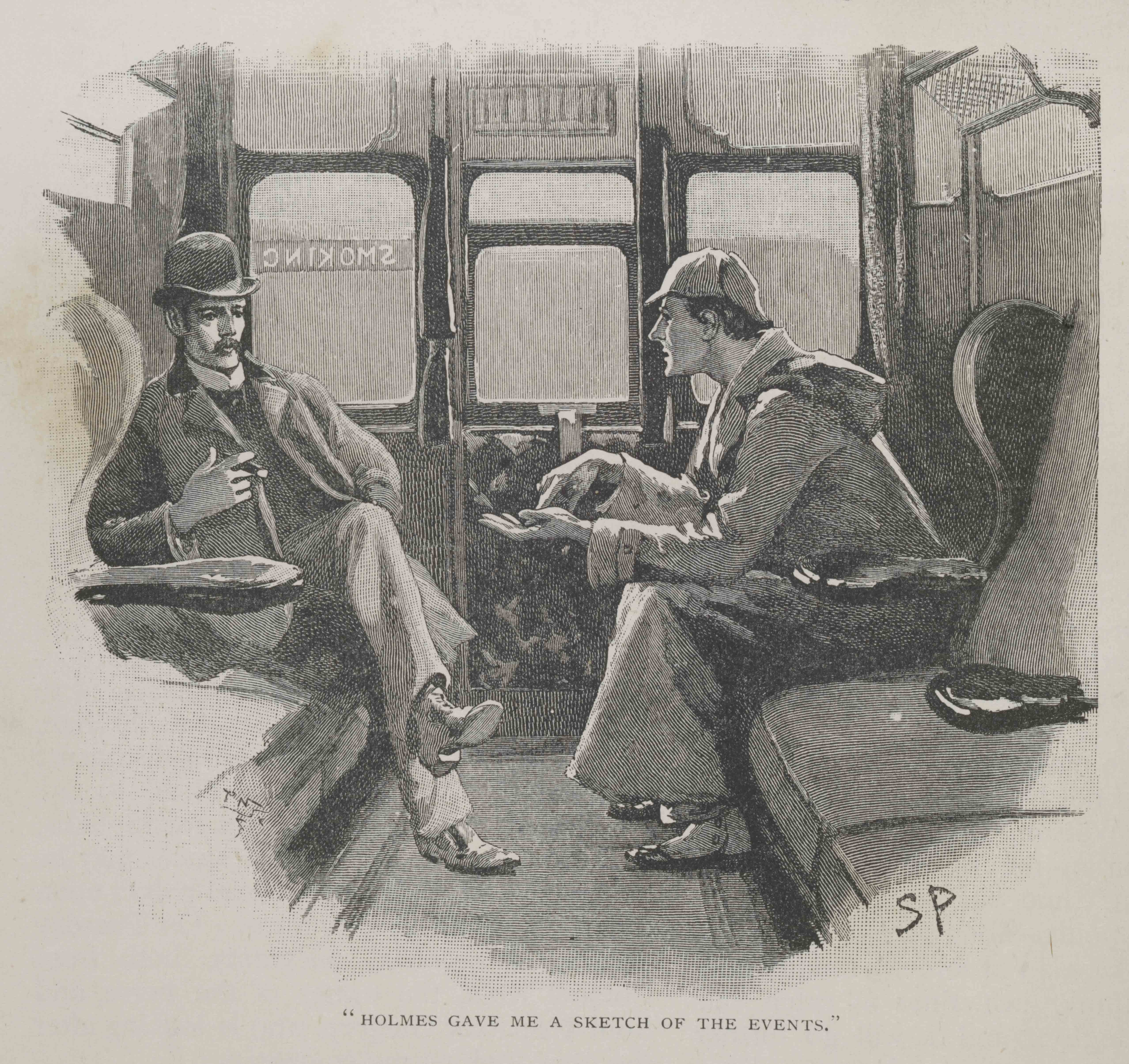
Sherlock Holmes e il Dottor Watson

Nel saggio "La novella dei misteri" (in russo Новелла тайн?, Novella tajn) Šklovskij si interessa a un ramo minore della letteratura che, più svincolato dal rituale letterario, offre modelli tangibili e "meno mascherati" di costruzioni intricate e complesse; "meno mascherati" perché l'artista crea quasi sempre delle "motivazioni", giustifica l'applicazione di un determinato procedimento ricorrendo a varie casualità di storia, di costume, di "vita vera". Nonostante il titolo, Šklovskij rinuncia a distinguere la «novella» dal «romanzo» e la «novella» dal «racconto». Per Šklovskij si può condurre un racconto in due modi: o «in modo tale che il lettore veda come si svolgono gli avvenimenti e come l’uno derivi dall’altro (di solito una narrazione di questo tipo procederà secondo una successione cronologica e senza omissioni significative)» oppure, al contrario, «si può raccontare in modo tale che quello che avviene risulti incomprensibile e nel racconto appaiano dei "misteri" che vengono svelati solo in seguito». Esempio del primo caso è Guerra e pace di Tolstoj; esempi del secondo caso i racconti polizieschi. Nel secondo caso è frequente una «trasposizione temporale», cioè «l'omissione della descrizione di un avvenimento e la sua apparizione, quando ormai sono stati rivelati gli avvenimenti successivi, può servire per la creazione del mistero». Per esempio, in Delitto e castigo l'apparizione di Svidrigajlov accanto al letto di Raskol'nikov malato, risulta misteriosa; l'effetto è stato ottenuto mediante l'omissione di come Svidrigajlov avesse conosciuto l'indirizzo di Raskol'nikov. La trasposizione temporale non è tuttavia necessaria per creare un mistero: nelle ultime opere di Tolstoj (per esempio, Sonata a Kreutzer, Chadži-Murat, La morte di Ivan Il'ič) è immediatamente anticipata la fine della narrazione, senza che ciò generi interesse. Tolstoj infatti non complica la fabula e assegna una funzione subalterna all'intreccio. Il mistero nasce invece da un determinato procedimento dell'intreccio, di solito «per rafforzare l'interesse per l'azione, per poter creare un'ambiguità». Per mostrare esempi concreti di racconti costruiti sul mistero, Šklovskij analizza alcune novelle di Conan Doyle dedicate a Sherlock Holmes, come pure Lo scarabeo d'oro di Poe.

### Il romanzo dei misteri

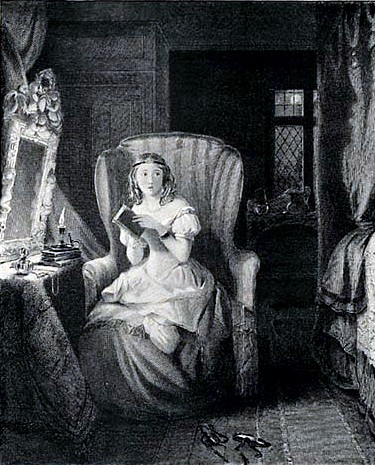
Illustrazione da I misteri di Udolpho

Anche nel saggio intitolato "Il romanzo dei misteri" (in russo Роман тайн?, Roman tajn), Šklovskij continua a esaminare la morfologia, la trama e l'intreccio di numerose opere di narrativa quali, per esempio, i romanzi di Charles Dickens o quelli di Ann Radcliffe. Questi ultimi sono ambientati per lo più in scenari medievali dove hanno luogo fenomeni fantastici o macabri. Per Šklovskij, questi romanzi somigliano agli indovinelli erotici, fondati sulla sostituzione di una immagine indecente con una decente che costituisce la soluzione. Nei romanzi gotici si ha un enigma iniziale inquietante, per es. una fanciulla scopre un cadavere in decomposizione; viene presentata una falsa soluzione, basata sul fatto che di solito sospettiamo cose più orribili di quanto poi non siano; la soluzione finale è spesso "semi-soddisfacente": il cadavere è di cera, le voci misteriose appartengono a contrabbandieri, ecc. Il gioco tra la soluzione falsa e quella vera costituisce la tecnica dell'organizzazione del mistero; il momento di passaggio da una soluzione all'altra, è il momento dello scioglimento. Questo procedimento è canonico anche per gli indovinelli popolari di tipo erotico: nella risoluzione di questi indovinelli c'è una pausa, che corrisponde alla «falsa» soluzione sconcia. Diretto erede di questo genere di romanzi sono quelli polizieschi, in cui il detective non è altri che il risolutore professionista dell'enigma (un delitto); il delitto è seguito dall'inchiesta della polizia, di solito viene presentata una falsa soluzione, e infine viene ristabilito il vero quadro del delitto. In un'opera di questo tipo, il mistero è rappresentato talora in forma complessa di omissioni e trasposizioni di diversi elementi, nel raccontare un'azione anteriore dopo l'esposizione del presente (trasposizione temporale), nella trasposizione delle cause e delle conseguenze, ecc.. Šklovskij esamina varie forme di costruzione dell'intreccio. La più semplice è lo sviluppo a gradini che di solito svolge una costruzione ad anello. Per esempio, Nel Giro del mondo in 80 giorni di Verne, i gradini sono le avventure, e la novella ad anello è costituita dal casuale sbaglio di un giorno, avvenuto in conseguenza della direzione del viaggio. L'errore è alla base di numerose novelle (per esempio, Al bagno pubblico di Čechov o La collana di Maupassant). Nelle novelle di Maupassant, è tuttavia più frequente il meccanismo del parallelismo: la comparazione di due oggetti, per esempio la sorte di una donna paragonata al destino di un cane, viene data abitualmente in due parti, come se fossero due novelle indipendenti, unite tra di loro solamente dall'unità del narratore o dal luogo dell'azione.

### Il romanzo parodistico

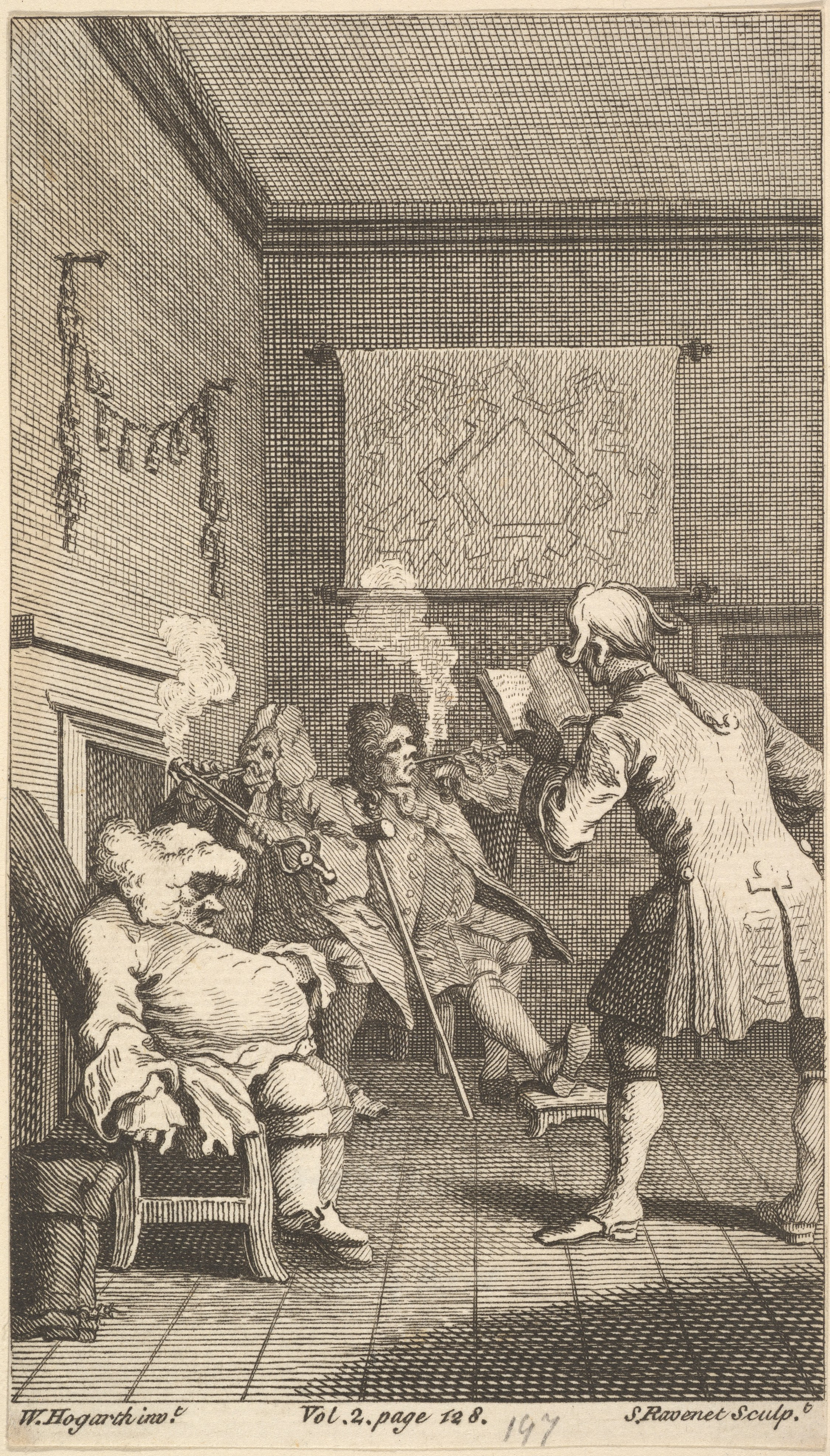
Tristram Shandy, Frontespizio del vol. I

"Il romanzo parodistico" (in russo Пародийный роман ?, Parodijnyj roman), pubblicato la prima volta nel 1921 col titolo «Tristam Shandy Sterne'a i teorija romana» (Il Tristam Shandy di Sterne e la teoria del romanzo), è dedicato a illustrare le leggi generali dell'intreccio, attraverso l'analisi di Tristram Shandy, un romanzo in nove volumi scritto nella prima metà del '700 da Sterne. Alla lettura del Tristram la prima impressione è di caos. Tutto viene rimosso dal suo posto convenzionale; la "Dedica", per esempio, è a p. 16, la "Prefazione" è nel capitolo XX del volume III, i capitoli XVIII e XIX del IX volume vengono dopo il capitolo XXV, ecc. Se però si esamina la struttura del libro, si vede che «quel disordine è intenzionale, che la sua poetica consiste in esso. Tristram Shandy è infatti basato sulla messa a nudo del procedimento; la forma artistica viene offerta senza alcuna motivazione. È tutto regolato, come in un quadro di Picasso». Gli spostamenti dei capitoli nascono dal procedimento di frenare gli spostamenti dell'azione. Costante è lo «spostamento temporale»: le cause vengono date dopo le conseguenze, e le possibilità di soluzioni erronee sono preparate dall'autore stesso. Nel romanzo il tempo "letterario" è una semplice convenzione, le sue leggi non coincidono con quelle del tempo "prosaico". Sterne mette a nudo anche il procedimento di cucire il romanzo da novelle separate, ma non ricorre ai mezzi canonici delle raccolte di novelle o dei romanzi precedenti; oppure, se vi ricorre, non tiene nascosta la loro convenzionalità, anzi l'esibisce a fini parodistici. Ma di solito le motivazioni dei nuovi episodi sono fini a se stesse. Sterne utilizza lo spostamento e la violazione delle forme consuete anche nel terminare le sue storie. Per Šklovskij, «noi ne siamo come stizziti: in cima ad una rampa di scale, dove ci aspettiamo di trovarci un pianerottolo, ci appare un baratro». Il sentimentalismo non è mai il contenuto dell'arte, in quanto per la sua stessa essenza l'arte è extraemozionale. Perfino un evento luttuoso quale la morte di un figlio, viene impiegato da Sterne per costruire un "equivoco" molto comune nella costruzione di una scena in cui due persone dicono cose differenti pensando di parlare della stessa cosa. Un altro materiale di svolgimento importante nel romanzo è quello dello "straniamento erotico", che viene reso soprattutto sotto forma di eufemismo. Nel romanzo, uno zio di Tristram, lo zio Tobia, è stato ferito all'inguine in guerra; una vedova, che desidera sposarlo, non sa se la ferita lo abbia evirato; i tentativi infruttuosi di conoscere la sede della ferita costituiscono per Sterne un mezzo di straniamento e di ritardamento. Conclude Šklovskij, dopo aver esaminato anche con l'ausilio di grafici, l'andamento della fabula del Tristram Shandy: «Il Tristram Shandy è il romanzo più tipico di tutta la letteratura mondiale.»».

### La prosa ornamentale

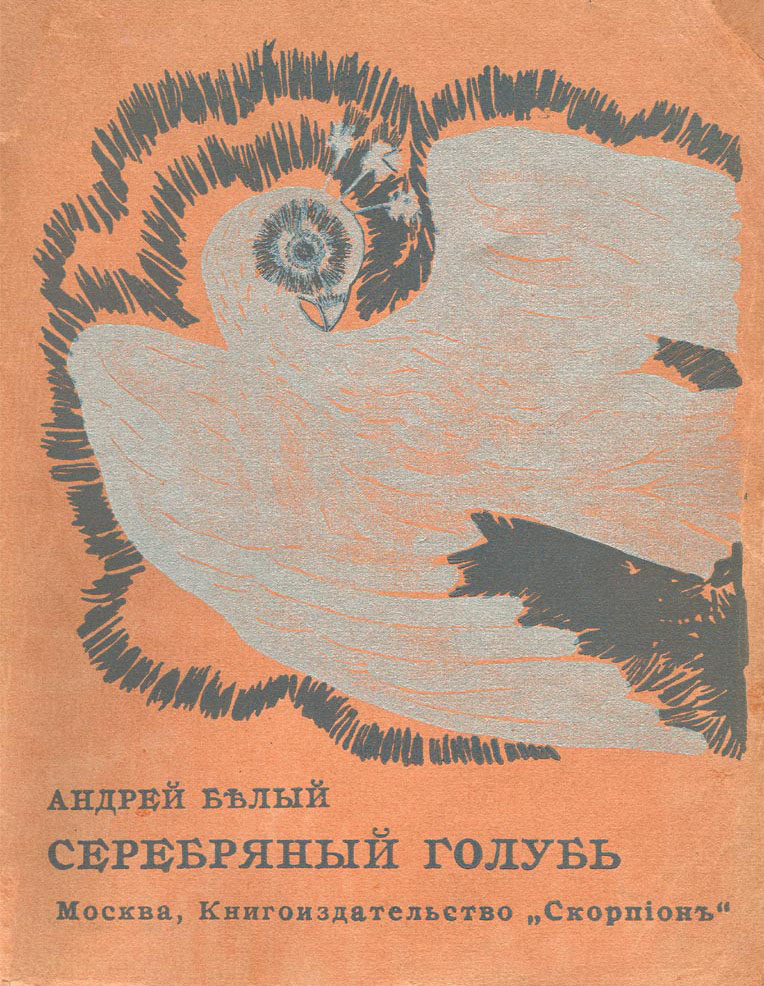
Copertina de Il colombo d'argento di Andrej Belyj

"La prosa ornamentale" (in russo Орнаментальная проза ?, Ornamental'naâ proza) è un saggio dedicato alla prosa di Andrej Belyj (1880-1934), definito da Šklovskij «lo scrittore più interessante» del suo tempo. Il saggio apparve, col titolo "Andrej Belyj" in «Russkij Sovremennik», II, 1924. La biografia di Belyj è singolare: figlio di un grande matematico, laureato a sua volta in matematica nel 1903, nel 1906 conobbe il poeta Blok ed entrò quindi in contatto con i simbolisti, nel 1910 scrisse il romanzo Il colombo d'argento, prima parte della trilogia incompiuta "Oriente-Occidente", di cui faranno parte i romanzi Pietroburgo  e Kotik Letaev. Šklovskij definisce "ornamentale" la prosa di Belyj perché l'immagine prevale sull'intreccio. Belyj consolidò il procedimento introducendo i concetti di roj e di stroj, dove il roj è una serie di metafore, e lo stroj è un oggetto che si trova nella serie, rinsaldata dalla fabula. Dal 1912 al 1916 Belyj compì un viaggio in Europa occidentale nel corso del quale conobbe Rudolf Steiner, si convertì all'antroposofia e si dedicò alla creazione di «un'epopea antroposofica pluriplanale». Kotik Letaev è per l'appunto un "romanzo antroposofico". Per Šklovskij «le opere, in sé e per sé, sono (in parte) riuscite, l'antroposofia è fallita». Per Šklovskij, infatti, lo scrittore sta tutto nel suo mestiere: la forma letteraria condiziona la coscienza dello scrittore, e le crisi degli scrittori coincidono con le crisi dei generi. Il logorio di un procedimento si manifesta con lo sviluppo di un altro procedimento. Quando un'ideologia esterna, non sostenuta da premesse tecniche, invade il campo dello scrittore, non può venirne fuori un'opera d'arte. «Così è successo anche ad Andrej Belyj, quando ha voluto creare una "epopea" antroposofica. I tentativi di creare un parallelo artistico ad una Weltanschauung extraartistica, riescono difficilmente. L'opera d’arte piegherà o raddrizzerà quelle linee, secondo le sue leggi».

### La letteratura estranea all'intreccio

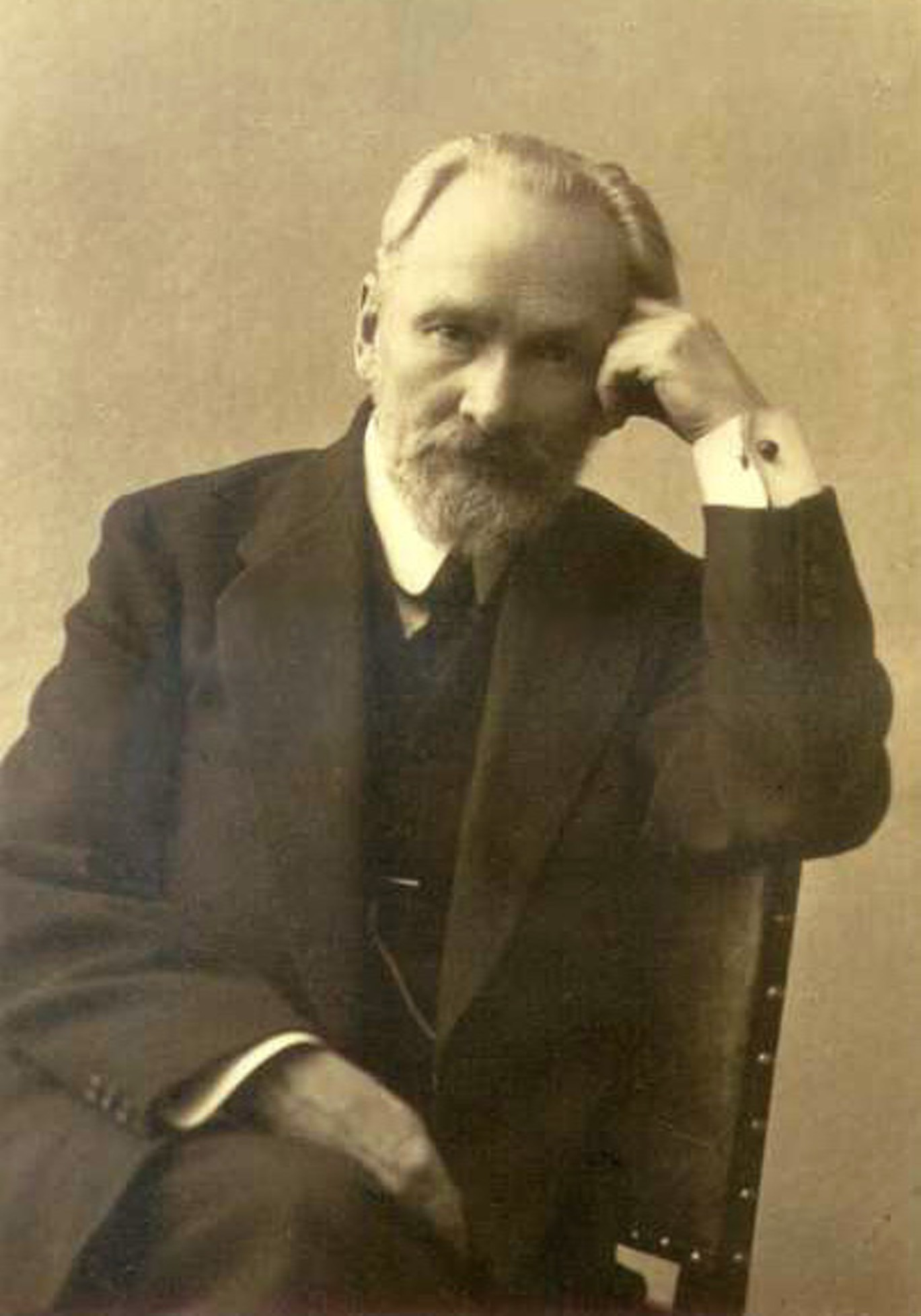
Vasilij Vasil'evič Rozanov

Il saggio intitolato "La letteratura estranea all'intreccio" (in russo Литература вне сюжета ?, Literatura vne sûžeta) è dedicato all'esame delle opere di Rozanov le cui opere letterarie, per Šklovskij, «rappresentano un genere completamente nuovo». L'analisi delle opere di Rozanov rappresenta per Šklovskij l'occasione di affermare alcune sue opinioni, espresse spesso in forma apodittica, sulle opere letterarie in generale. «L'opera letteraria è una pura forma, non è un oggetto, né un materiale, ma un rapporto di materiali. E come ogni rapporto anche questo è un rapporto di dimensione nulla» «L'anima di un'opera letteraria non è altro che la sua struttura, la sua forma [...] la somma dei suoi procedimenti stilistici». In ogni epoca letteraria, in una letteratura esistono contemporaneamente diverse scuole letterarie, benché poi una sola di esse rappresenti la sua sommità canonizzata e le altre esistano in forma non canonizzata, in silenzio. Ma in un determinato periodo si vanno creando nuove forme al posto di quelle della vecchia arte divenute ormai percettibili. Ogni nuova scuola letteraria è una rivoluzione, qualcosa di simile all'apparizione di una nuova classe sociale. La "linea" vinta non viene tuttavia annientata: «cade dalla cresta, scivola in basso, e se ne sta a maggese per risorgere nuovamente e presentarsi come un eterno pretendente al trono. [...] Inoltre la faccenda viene complicata dal fatto che di solito il nuovo egemone non è un semplice ripristinatore di una forma precedente, ma è complicato dalla presenza di tratti di scuole minori e anche da tratti ereditati dal suo predecessore sul trono, relegato ormai in un ruolo secondario». Per un'opera d'arte la selezione del materiale viene compiuta anche in base a criteri formali. Per esempio, ogni epoca ha un proprio "indice", un proprio elenco di temi proibiti per la loro arcaicità, situazioni divenute ormai un cliché. C'è però la possibilità di rinnovare il cliché sottolineandone la convenzionalità. Per Šklovskij «le più grandi creazioni letterarie (parlo ora solo della prosa) non si collocano nella cornice di un determinato genere letterario. [...] Guerra e pace di Tolstoj e Tristram Shandy di Sterne, con l'assenza quasi completa di una novella incorniciante, possono essere definiti romanzi solo perché infrangono proprio le leggi del romanzo». Tornando a Rozanov, per Šklovskij i suoi libri sono un nuovo genere letterario simile più che altro al romanzo di tipo parodistico, con la novella incorniciante (l'intreccio principale) debolmente espressa e senza coloritura comica. Rozanov inoltre ha introdotto nella letteratura nuovi temi, per esempio i temi domestici dell'ordinario e della famiglia. L'inno alla vita privata viene adoperato per la creazione di contrasti, ossia per la creazione di ossimori. Anche il paesaggio in Rozanov è "contrastante", ossia contrasta con l'azione principale.

### Lo schizzo e l'aneddoto

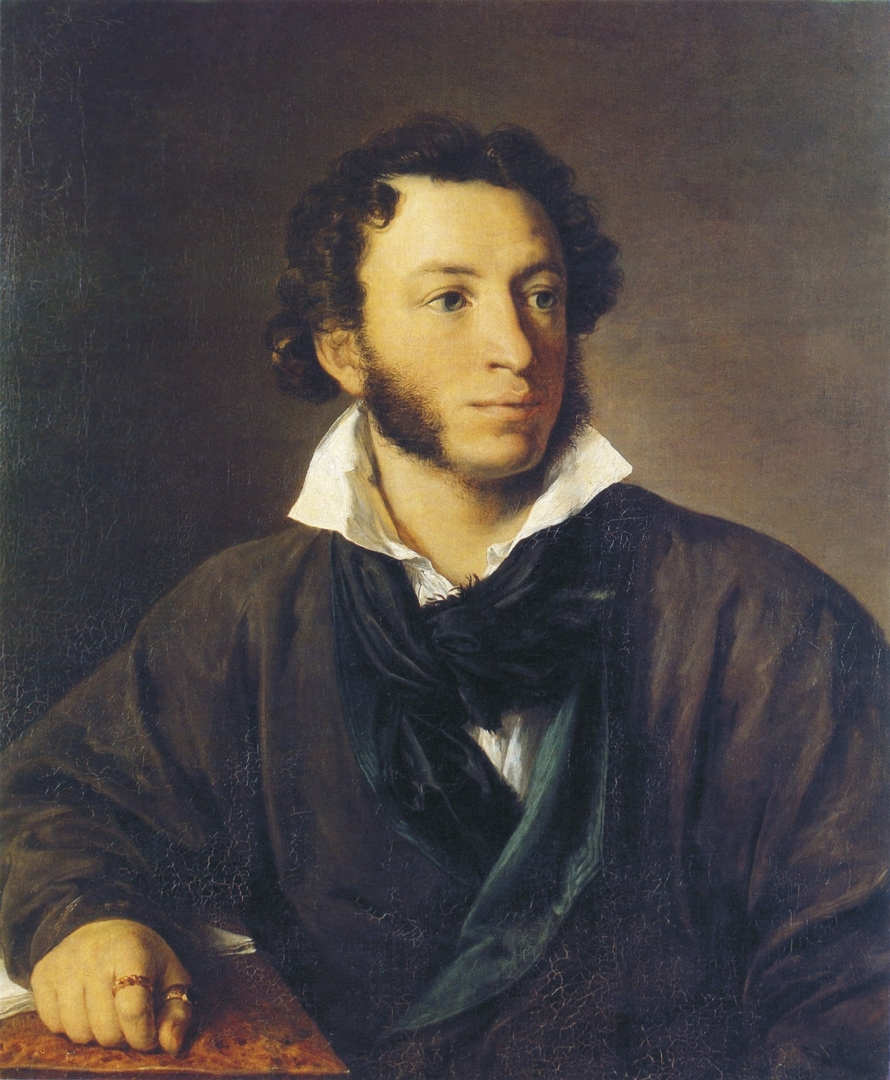
Puškin (ritratto da Tropinin, 1827)

Nell'ultimo breve saggio "Lo schizzo e l'aneddoto" (in russo Очерк и анекдот ?, Očerk i anekdot), Šklovskij approfondisce alcuni argomenti trattati nei saggi precedenti. La prosa senza intreccio (per es. la saggistica, la pubblicistica, le opere dei cosiddetti bellettristi)  era molto importante nella Russia degli anni venti del '900 ma non teorizzata. L'intreccio deforma il materiale già per il fatto stesso che lo seleziona, e sulla base di criteri abbastanza arbitrari. Fra la prosa senza intreccio Šklovskij ricorda l'aneddoto, utilizzato molto in passato da Puškin. L'aneddoto è un brevissimo racconto di tipo epigrammatico che talora può creare di punto in bianco anche un fatto storico che non ha alcun fondamento dietro di sé. L'intreccio ha una funzione deformante tanto in fatto di selezione, quanto in fatto di forma. Per costruire un tipo, bisogna ascrivere i fatti esistenti al nome del determinato eroe. «L'eroe ha la funzione della crocetta sulla fotografia: [...] semplifica il meccanismo, concentrando l'attenzione». Sorge però il problema con che cosa sostituire l'intreccio nella prosa. «L'alternativa più elementare sembra essere il metodo di spostare il fuoco della narrazione, spaziale nei viaggi, temporale nella memoria». Anche la letteratura memorialistica però avverte fortemente l'influsso deformante dei procedimenti dell'arte

### Edizioni

#### Edizioni in lingua originale
- (RU) Viktor Borisovič Šklovski, O teorii prozy, 1ª ed., Moskva, Teoretičeskaâ rabota, 1925.
- (RU) O teorii prozy (PDF), 2ª ed., Moskva, Teoretičeskaâ rabota, 1929.
- (RU) O teorii prozy (PDF), 3ª ed., Moskva, Sovetskiy Pisatel', 1983.

#### Traduzioni
- Una teoria della prosa: l'arte come artificio: la costruzione del racconto e del romanzo, traduzione di Marija Olsufʹeva, Bari, Leonardo da Vinci (De Donato), 1966  [1929].
- Una teoria della prosa: l'arte come artificio: la costruzione del racconto e del romanzo, traduzione di Marija Olsufʹeva, Milano, Garzanti, 1974  [1929].
- Teoria della prosa, traduzione di Cesare G. de Michelis e Renzo Oliva, con una prefazione inedita dell’autore e un saggio di J. Mukařovsky, Torino, Giulio Einaudi Editore, 1974  [1929], ISBN 88-06-22434-4.
- Teoria della prosa, traduzione di Cesare De Michelis e Renzo Oliva, prefazione dell’autore e un saggio di Jan Mukařovský, Macerata, Quodlibet, 2025  [1929], ISBN 978-88-22-92035-5.

### Fonti critiche
- (EN) Alexandra Berlina, Part Five: On the Theory of Prose (1983), in Viktor Shklovsky : A Reader, New York etc., Bloomsbury Publishing Inc, 2017,  pp. 293-344, ISBN 9781501310379.
- Victor Erlich, The Russian Formalism, 1ª ed., The Hague, Mouton, 1954; 2ª ed., 1964; traduzione italiana:  Il formalismo russo, 1ª ed., Milano, Bompiani, 1966  [1964].
- Giuliano Gramigna, L’anima di un’opera è nella sua forma, in La Fiera Letteraria, XXII, n. 3, 19 gennaio 1967.
- Giovanni Maccari, Postfazione, in Viktor Šklovskij, Marco Polo [Zemli razvedcik Marko Polo], collana Collezione Compagnia extra ; 67, Macerata, Quodlibet, 2017, ISBN 978-88-229-0034-0.
- Damiano Rebecchini, Dietro all'impianto storico, la vena avanguardista di Viktor Šklovskij, in il manifesto, 1º ottobre 2017.
- Jan Mukařovský, «Teoria della prosa» di V. Šklovskij, in Viktor Borisovič Šklovski, Teoria della prosa, Torino, Einaudi, 1974  [1934],  pp. 303-12.
- Serena Vitale, Viktor Šklovskij testimone di un'epoca : conversazioni con Serena Vitale, collana Collana Interventi ; 18, Roma, Editori riuniti, 1979.
- Tzvetan Todorov (a cura di), I formalisti russi. Teoria della letteratura e metodo critico, Prefazione di Roman Jakobson, Torino, Einaudi, 1968, ISBN 978-88-06-16524-6.